# Vannes Olympique Club
 (juin 2023).
Si vous disposez d'ouvrages ou d'articles de référence ou si vous connaissez des sites web de qualité traitant du thème abordé ici, merci de compléter l'article en donnant les références utiles à sa vérifiabilité et en les liant à la section « Notes et références ».
Pour les articles homonymes, voir VOC.
Maillots
Actualités
Le Vannes Olympique Club, ou Vannes OC, est un club de football français fondé en 1998 de la fusion du Véloce vannetais et du Vannes Football Club. Ce club breton est basé dans la ville de Vannes dans le Morbihan. Le Vannes Olympique Club évolue au centre sportif du Pérenno à Theix.
Le Vannes Olympique Club est présidé, de 2008 à avril 2013, par l'industriel Michel Jestin, ancien président du Stade brestois. Le mardi 9 avril 2013, il annonce son retrait pour le début de saison 2013-2014, et laisse sa place à son vice-président, Stéphane Kerdodé. Christophe Revel et Benoît Costil sont les deux co-présidents du club depuis la saison 2024-2025. L'équipe première est désormais entraînée par Sylvain Didot.
Le club évolue depuis la saison 2023-2024 en National 3 après cinq saisons en National 2.

## Histoire

### Genèse du football à Vannes
À Vannes, le football fait son apparition en 1898 avec la création du Stade vannetais créé par Joseph Gemain, son frère Edmond et Georges Ménard. Ce club fera partie de l'élite du football breton de 1903 à 1911. Le club sera dissous après un match amical le 14 avril 1912. Le club est remplacé en 1913 par le CS Vannes, qui dispute la finale du championnat de Basse-Bretagne contre l'AS Brest. Le club fusionne le 18 février 1921 avec le Véloce vannetais après un vote dans une salle de l'hôtel de ville de Vannes. Le club portera le nom du Véloce et les couleurs du CSV. L'Union sportive vannetaise, elle, n'aura fait qu'un an de football pour fusionner par la suite avec le Véloce vannetais en 1911. Les patronages catholiques optent pour le football, à partir de 1906 pour les Enfants de Vannes et l'Hermine sportive vannetaise. La salle Saint-François qui est située à l'emplacement de l'actuel cinéma de la Garenne, rue Alexandre Le Pontois, est le siège des Enfants de Vannes et de l'Hermine sportive vannetaise. L'HSV disparaîtra de la scène sportive vannetaise durant l'été 1914, à la suite de la mobilisation militaire de ses membres à l'occasion de la Première Guerre mondiale. Le patronage de la paroisse Saint-Patern, les Korrigans (1905-1946), crée une section football à l'automne 1908 et celui de la paroisse Saint-Pierre, les Clissons (1906-1946), lance sa section en 1909. La fusion en 1946 des deux « patros », les Clissons et les Korrigans, donne naissance à l’UCK.
| 1892-1911 Véloce vannetais    | 1892-1911 Véloce vannetais    | 1892-1911 Véloce vannetais    | 1892-1911 Véloce vannetais    | 1892-1911 Véloce vannetais    | 1892-1911 Véloce vannetais    | 1910-1911 US vannetaise    | 1910-1911 US vannetaise    | 1910-1911 US vannetaise    | 1910-1911 US vannetaise    | 1910-1911 US vannetaise | 1910-1911 US vannetaise |                     |                     | 1898-1912 Stade Vannetais | 1898-1912 Stade Vannetais | 1898-1912 Stade Vannetais | 1898-1912 Stade Vannetais | 1898-1912 Stade Vannetais | 1898-1912 Stade Vannetais |                    |                    |                    |                    |                                                            |                                                            |                                                            |                                                            |                                                            |                                                            |                     |                     |                     |                     |  |  |  |  |  |  |  |  |  |  |  |  |  |  |  |  |  |  |  |  |  |  |  |  |  |  |
| 1892-1911 Véloce vannetais    | 1892-1911 Véloce vannetais    | 1892-1911 Véloce vannetais    | 1892-1911 Véloce vannetais    | 1892-1911 Véloce vannetais    | 1892-1911 Véloce vannetais    | 1910-1911 US vannetaise    | 1910-1911 US vannetaise    | 1910-1911 US vannetaise    | 1910-1911 US vannetaise    | 1910-1911 US vannetaise | 1910-1911 US vannetaise |                     |                     | 1898-1912 Stade Vannetais | 1898-1912 Stade Vannetais | 1898-1912 Stade Vannetais | 1898-1912 Stade Vannetais | 1898-1912 Stade Vannetais | 1898-1912 Stade Vannetais |                    |                    |                    |                    |                                                            |                                                            |                                                            |                                                            |                                                            |                                                            |                     |                     |                     |                     |  |  |  |  |  |  |  |  |  |  |  |  |  |  |  |  |  |  |  |  |  |  |  |  |  |  |
|                               |                               |                               |                               |                               |                               |                            |                            |                            |                            |                         |                         |                     |                     |                           |                           |                           |                           |                           |                           |                    |                    |                    |                    |                                                            |                                                            |                                                            |                                                            |                                                            |                                                            |                     |                     |                     |                     |  |  |  |  |  |  |  |  |  |  |  |  |  |  |  |  |  |  |  |  |  |  |  |  |  |  |
| 1911-1921 US Véloce vannetais | 1911-1921 US Véloce vannetais | 1911-1921 US Véloce vannetais | 1911-1921 US Véloce vannetais | 1911-1921 US Véloce vannetais | 1911-1921 US Véloce vannetais |                            |                            | 1913-1921 CS Vannes        | 1913-1921 CS Vannes        | 1913-1921 CS Vannes     | 1913-1921 CS Vannes     | 1913-1921 CS Vannes | 1913-1921 CS Vannes |                           |                           |                           |                           |                           |                           | 1909-1946 Clissons | 1909-1946 Clissons | 1909-1946 Clissons | 1909-1946 Clissons | 1909-1946 Clissons                                         | 1909-1946 Clissons                                         |                                                            |                                                            | 1908-1946 Korrigans                                        | 1908-1946 Korrigans                                        | 1908-1946 Korrigans | 1908-1946 Korrigans | 1908-1946 Korrigans | 1908-1946 Korrigans |  |  |  |  |  |  |  |  |  |  |  |  |  |  |  |  |  |  |  |  |  |  |  |  |  |  |
| 1911-1921 US Véloce vannetais | 1911-1921 US Véloce vannetais | 1911-1921 US Véloce vannetais | 1911-1921 US Véloce vannetais | 1911-1921 US Véloce vannetais | 1911-1921 US Véloce vannetais |                            |                            | 1913-1921 CS Vannes        | 1913-1921 CS Vannes        | 1913-1921 CS Vannes     | 1913-1921 CS Vannes     | 1913-1921 CS Vannes | 1913-1921 CS Vannes |                           |                           |                           |                           |                           |                           | 1909-1946 Clissons | 1909-1946 Clissons | 1909-1946 Clissons | 1909-1946 Clissons | 1909-1946 Clissons                                         | 1909-1946 Clissons                                         |                                                            |                                                            | 1908-1946 Korrigans                                        | 1908-1946 Korrigans                                        | 1908-1946 Korrigans | 1908-1946 Korrigans | 1908-1946 Korrigans | 1908-1946 Korrigans |  |  |  |  |  |  |  |  |  |  |  |  |  |  |  |  |  |  |  |  |  |  |  |  |  |  |
|                               |                               |                               |                               |                               |                               |                            |                            |                            |                            |                         |                         |                     |                     |                           |                           |                           |                           |                           |                           |                    |                    |                    |                    |                                                            |                                                            |                                                            |                                                            |                                                            |                                                            |                     |                     |                     |                     |  |  |  |  |  |  |  |  |  |  |  |  |  |  |  |  |  |  |  |  |  |  |  |  |  |  |
|                               |                               |                               |                               | 1921-1998 Véloce vannetais    | 1921-1998 Véloce vannetais    | 1921-1998 Véloce vannetais | 1921-1998 Véloce vannetais | 1921-1998 Véloce vannetais | 1921-1998 Véloce vannetais |                         |                         |                     |                     |                           |                           |                           |                           |                           |                           |                    |                    |                    |                    | 1946-1991 : Union Clissons Korrigans 1991-1998 : Vannes FC | 1946-1991 : Union Clissons Korrigans 1991-1998 : Vannes FC | 1946-1991 : Union Clissons Korrigans 1991-1998 : Vannes FC | 1946-1991 : Union Clissons Korrigans 1991-1998 : Vannes FC | 1946-1991 : Union Clissons Korrigans 1991-1998 : Vannes FC | 1946-1991 : Union Clissons Korrigans 1991-1998 : Vannes FC |                     |                     |                     |                     |  |  |  |  |  |  |  |  |  |  |  |  |  |  |  |  |  |  |  |  |  |  |  |  |  |  |
|                               |                               |                               |                               | 1921-1998 Véloce vannetais    | 1921-1998 Véloce vannetais    | 1921-1998 Véloce vannetais | 1921-1998 Véloce vannetais | 1921-1998 Véloce vannetais | 1921-1998 Véloce vannetais |                         |                         |                     |                     |                           |                           |                           |                           |                           |                           |                    |                    |                    |                    | 1946-1991 : Union Clissons Korrigans 1991-1998 : Vannes FC | 1946-1991 : Union Clissons Korrigans 1991-1998 : Vannes FC | 1946-1991 : Union Clissons Korrigans 1991-1998 : Vannes FC | 1946-1991 : Union Clissons Korrigans 1991-1998 : Vannes FC | 1946-1991 : Union Clissons Korrigans 1991-1998 : Vannes FC | 1946-1991 : Union Clissons Korrigans 1991-1998 : Vannes FC |                     |                     |                     |                     |  |  |  |  |  |  |  |  |  |  |  |  |  |  |  |  |  |  |  |  |  |  |  |  |  |  |
|                               |                               |                               |                               |                               |                               |                            |                            |                            |                            |                         |                         |                     |                     |                           |                           |                           |                           |                           |                           |                    |                    |                    |                    |                                                            |                                                            |                                                            |                                                            |                                                            |                                                            |                     |                     |                     |                     |  |  |  |  |  |  |  |  |  |  |  |  |  |  |  |  |  |  |  |  |  |  |  |  |  |  |
|                               |                               |                               |                               |                               |                               |                            |                            |                            |                            |                         |                         |                     |                     | 1998 Vannes OC            |                           |                           |                           |                           |                           |                    |                    |                    |                    |                                                            |                                                            |                                                            |                                                            |                                                            |                                                            |                     |                     |                     |                     |  |  |  |  |  |  |  |  |  |  |  |  |  |  |  |  |  |  |  |  |  |  |  |  |  |  |

### Le Véloce et le Vannes FC
Le Vannes Olympique Club est fondé en 1998 par fusion du Véloce vannetais et du Vannes FC. Le Véloce vannetais était un club omnisports qui fut fondé en 1892. La section football fut toutefois créée en 1911. Le second club vannetais était l'UCK Vannes, fondé en 1946 qui se transforma en FC Vannes en 1991.
Les deux clubs évoluent en même temps en Division 3 durant les années 1980, enregistrant de solides recettes à l'occasion des derbys. Les deux clubs connaissent ensuite des difficultés pendant la décennie suivante et la fusion s'opère en 1998.

### Les débuts du VOC (1998-2008)
Le Vannes Football Club et le Véloce vannetais fusionnent en 1998 alors que les deux clubs allaient évoluer ensemble en CFA 2, après avoir joué respectivement 23 et 16 saisons en divisions nationales depuis 1970, dont 12 dans la même division entre 1978 et 1991.

### Le professionnalisme et la chute (2008-2014)
Le club est finalement monté en National à l'issue de la saison 2004-2005. À l'issue de la saison 2007-2008, le Vannes Olympique Club est promu officiellement pour la première fois de son histoire en Ligue 2 lors de la 34e journée malgré le nul (0-0) à Romorantin. Le 9 mai 2008, il est officiellement sacré champion de France de National à la suite de sa victoire face au FC Sète (1-0).
Le 4 février 2009, et dès sa première participation à la compétition, le club se qualifie pour la finale de la coupe de la Ligue 2009 aux dépens de l'OGC Nice (1 à 1, 3 à 4 aux tirs au but). Le 25 avril 2009, le VOC participe pour la première fois à une finale de la coupe de la ligue au Stade de France. Mais les Vannetais se sont inclinés face à Bordeaux sur le score de 4-0. La saison se termine sur une très bonne 10e place pour une première accession à la Ligue 2.
Les saisons suivantes sont plus difficiles pour le club. Ce n'est en effet que lors de la dernière journée du championnat qu'est acquis le maintien en 2010. Le club est finalement relégué en National, à l'avant-dernière journée de la saison 2010-2011 malgré ses 44 points acquis (record de points pour un rétrogradé de L2 vers le National).
Malgré sa relégation au plus haut niveau amateur, Vannes dispose d'encore 2 ans de professionnalisme, à moins qu'il ne remonte en Ligue 2 à la fin de la saison avant le terme. Mais cette saison-là, le club breton échoue juste derrière les 3 promus (Nîmes, justement relégué avec Vannes l'année précédente, Niort et Ajaccio, pourtant pénalisé de 2 points). En Coupe de la Ligue, Vannes bat Troyes, alors club de Ligue 2, avant de chuter face à un autre club de 2e division, Guingamp. De plus, en Coupe de France, le VOC s'est fait subitement sortir par Locminé pour le compte du 8e tour.
La saison 2012-2013 est la dernière chance pour le VOC de conserver son statut professionnel. Mais le championnat se déroule mal pour le club breton, car à 4 journées de la fin, Vannes compte 45 points, soit 10 de moins que le troisième (et dernier promu en Ligue 2), et seulement 6 d'avance sur le 15e (et premier relégué en CFA du fait du passage de 20 à 18 clubs en National dès la saison 2013-2014).

### Nouveau départ en DSE (depuis 2014)
Au printemps 2014, le club vannetais est relégué en CFA. De nombreux changements doivent donc intervenir en interne. Le 21 mai 2014, l'entraîneur vannetais, Thierry Froger a déclaré qu'il ne continuerait pas l'aventure avec le VOC . À peine deux jours plus tard, le club donne le nom de son successeur sur son site officiel; Laurent Hervé, ancien grand nom de l'équipe des blancs et noirs et entraîneur de l'équipe des moins de 19 ans DH est nommé entraîneur . Mais le 6 juin 2014, le club dépose le bilan et repart en Division d'Honneur . Puis début août le club est placé sous ordre de la FFF en Division Supérieure Elite, et saisit le CNOSF qui rend un avis favorable pour la réintégration du VOC en Division d'honneur. Finalement cet avis n'a pas été suivi par la FFF qui place donc le club en 7e division.
Le club vannetais termine en tête de son groupe, tout en restant invaincu, et remonte en Division d'Honneur pour la saison 2015-2016. Après une saison réussie en Division d'Honneur, le Vannes OC retrouve les championnats nationaux et la CFA 2 .
Lors de la saison 2016-2017 le Vannes OC termine a une bonne 5e Place de en étant promu de la Division d'Honneur. Après 2 saisons en National 3, le club est promu en National 2 pour la saison 2018-2019.
Lors de la saison 2018-2019 Vannes termine à la 7e place de National 2.
En raison de la pandémie de Covid-19 en France, la Fédération française de football met fin au championnat de National 2 2019-2020, alors que tous les matchs n'ont pas encore été joués. Le VOC termine 5e et est maintenu en National 2.
En 2023, le club est relégué en National 3 après cinq saisons passées au quatrième échelon national.

## Identité du club

### Maillots
Créé en 1998, le club choisi les couleurs jaune et vert, le jaune pour le Véloce et vert pour le Vannes FC. L'équipement du VOC devient blanc et noir lors de la saison 2003-2004. Ce changement a pour but de donner une nouvelle identité à l'équipe en se séparant des couleurs des anciens clubs. Depuis la saison 2012-2013, la couleur du VOC à domicile est le noir.

### Logos

1998-2003
2003-2010
2010-2020
depuis 2020

## Résultats sportifs

### Palmarès
Le tableau suivant liste le palmarès et les meilleures performances du Vannes OC dans les différentes compétitions officielles.
| Compétitions nationales | Compétitions régionales                         |
| --- | ----------------------------------------------- |
| - Championnat de France de Ligue 2 (D2) - Meilleure performance : 10e (2009) - Championnat de France de National (D3) - Champion : 2008 - Championnat de France amateur (D4) - Vainqueur de groupe : 2005 - Championnat de France de National 3 (D5) - Champion : 2018 - Vainqueur de groupe : 2018 Coupes - Coupe de France - Meilleure performance : quart de finale (2007) - Coupe de la Ligue - Finaliste : 2009 | - Division d’Honneur Bretagne - Champion : 2016 |

## Bilan saison par saison
| Saison    | Championnat | Championnat | Championnat | Championnat | Championnat | Championnat | Championnat | Championnat | Championnat | Championnat | Coupe de France | Autre coupe   | Meilleur buteur       | Entraîneur       |
| Saison    | Division    | Pos         | Pts         | J           | V           | N           | D           | BP          | BC          | Diff.       | Coupe de France | Autre coupe   | Meilleur buteur       | Entraîneur       |
| --------- | ----------- | ----------- | ----------- | ----------- | ----------- | ----------- | ----------- | ----------- | ----------- | ----------- | --------------- | ------------- | --------------------- | ---------------- |
| 1998-1999 | CFA2        | 2e          | 93          | 30          | 19          | 6           | 5           | 56          | 37          | +19         | 5e tour         | Aucune        | -                     | Le Polotec       |
| 1999-2000 | CFA         | 8e          | 85          | 34          | 13          | 12          | 9           | 57          | 42          | +15         | 1/32 f.         | Aucune        | Orjubin (13)          | Le Polotec       |
| 2000-2001 | CFA         | 7e          | 82          | 34          | 13          | 9           | 12          | 45          | 54          | -9          | 1/8 f.          | Aucune        | Guillouche (11)       | Le Polotec       |
| 2001-2002 | CFA         | 5e          | 83          | 34          | 14          | 7           | 13          | 42          | 49          | -7          | 8e tour         | Aucune        | Guilleux (11)         | Goavec           |
| 2002-2003 | CFA         | 13e         | 74          | 34          | 9           | 13          | 12          | 41          | 57          | -16         | 6e tour         | Aucune        | Citron Kermorgant (6) | Goavec Le Mignan |
| 2003-2004 | CFA         | 6e          | 88          | 34          | 14          | 12          | 8           | 48          | 36          | +12         | 6e tour         | Aucune        | Eveno (25)            | Le Mignan        |
| 2004-2005 | CFA         | 1er         | 100         | 34          | 19          | 9           | 6           | 51          | 26          | +25         | 1/16 f.         | Aucune        | Eveno (21)            | Le Mignan        |
| 2005-2006 | National    | 12e         | 49          | 38          | 11          | 16          | 11          | 44          | 45          | -1          | 1/32 f.         | Aucune        | Do Marcolino (11)     | Le Mignan        |
| 2006-2007 | National    | 15e         | 42          | 38          | 13          | 6           | 19          | 42          | 55          | -13         | 1/4 f.          | Aucune        | Le Roux (8)           | Le Mignan        |
| 2007-2008 | National    | 1er         | 69          | 38          | 20          | 9           | 9           | 47          | 31          | +16         | 1/32 f.         | Aucune        | Lebouc (11)           | Le Mignan        |
| 2008-2009 | Ligue 2     | 10e         | 51          | 38          | 14          | 9           | 15          | 34          | 45          | -11         | 1/16 f.         | CL : Finale   | Lebouc (10)           | Le Mignan        |
| 2009-2010 | Ligue 2     | 14e         | 46          | 38          | 11          | 13          | 14          | 40          | 49          | -9          | 1/8 f.          | CL : 1/16 f.  | Gimbert (8)           | Le Mignan        |
| 2010-2011 | Ligue 2     | 18e         | 44          | 38          | 12          | 8           | 18          | 39          | 61          | -22         | 1/32 f.         | CL : 2e tour  | Reset (7)             | Le Mignan        |
| 2011-2012 | National    | 4e          | 62          | 38          | 16          | 14          | 8           | 55          | 38          | +17         | 8e tour         | CL : 2e tour  | Mohamed (12)          | Le Mignan        |
| 2012-2013 | National    | 10e         | 51          | 38          | 12          | 15          | 11          | 45          | 34          | +11         | 6e tour         | CL : 1er tour | Youssouf (10)         | Le Mignan Froger |
| 2013-2014 | National    | 17e         | 29          | 34          | 6           | 14          | 14          | 35          | 45          | -10         | 1/32 f.         | Aucune        | Thomasson (8)         | Froger           |
| 2014-2015 | DSE         | 1er         | 76          | 22          | 16          | 6           | 0           | 59          | 21          | +38         | 4e tour         | Aucune        | Le Nouën (19)         | Hervé            |
| 2015-2016 | DH          | 1er         | 87          | 26          | 18          | 7           | 1           | 65          | 23          | +42         | 6e tour         | Aucune        | -                     | Hervé            |
| 2016-2017 | CFA2        | 5e          | 40          | 26          | 12          | 4           | 10          | 45          | 44          | +1          | 8e tour         | Aucune        | -                     | Hervé            |
| 2017-2018 | National 3  | 1er         | 57          | 26          | 16          | 9           | 1           | 55          | 17          | +38         | 1/32 f.         | Aucune        | -                     | Hervé            |
| 2018-2019 | National 2  | 7e          | 40          | 30          | 10          | 10          | 10          | 47          | 49          | -2          | 8e tour         | Aucune        | -                     | Hervé            |
| 2019-2020 | National 2  | 5e          | 35          | 21          | 9           | 8           | 4           | 35          | 24          | +11         | 4e tour         | Aucune        | -                     | Hervé Brouard    |
| 2020-2021 | Natioanl 2  | 15e         | 8           | 8           | 2           | 2           | 4           | 9           | 10          | -1          | 7e tour         | Aucune        | -                     | Lelièvre         |
| 2021-2022 | National 2  | 7e          | 39          | 30          | 10          | 9           | 11          | 42          | 43          | -1          | 1/16 f.         | Aucune        | Persico (16)          | Talmont          |
| 2022-2023 | National 2  | 14e         | 24          | 30          | 5           | 9           | 16          | 47          | 58          | -11         | 1/32 f.         | Aucune        | Ebrard (18)           | Talmont Brouard  |
| 2023-2024 | National 3  | 10e         | 32          | 26          | 8           | 8           | 10          | 43          | 41          | +2          | 6e tour         | Aucune        | Burban (19)           | H.Brouard        |
| 2024-2025 | National 3  | 8e          | 32          | 26          | 10          | 3           | 13          | 30          | 34          | -4          | 7e tour         | Aucune        | -                     | Didot            |
| 2025-2026 | National 3  | en cours    | en cours    | en cours    | en cours    | en cours    | en cours    | en cours    | en cours    | en cours    | en cours        | en cours      | en cours              | Didot            |
| Saison    | Division    | Pos         | Pts         | J           | V           | N           | D           | BP          | BC          | Diff.       | Coupe de France | Autre coupe   | Meilleur buteur       | Entraîneur       |
| Saison    | Championnat |             |             |             |             |             |             |             |             |             | Coupe de France | Autre coupe   | Meilleur buteur       | Entraîneur       |

### Bilan saison par saison
| Champion / vainqueur | Promu | Relégué | Rétrogradé administrativement |

## Joueurs et personnalités du club

### Présidents
| Nom                                                                        | Période                                               |
| -------------------------------------------------------------------------- | ----------------------------------------------------- |
| Maurice Gabillet Yves Le Meur (co-président) Gwénaël Benoit (co-président) | juin 1998-mai 2002 juin 1998-novembre 1998 -juin 2001 |
| Michel Loisel                                                              | mai 2002-juin 2006                                    |
| Maurice Gabillet                                                           | septembre 2006-juin 2008                              |
| Michel Jestin                                                              | juin 2008-juin 2013                                   |
| Stéphane Kerdodé                                                           | juin 2013-mai 2018                                    |
| René Tozzo Loïc Vigo (co-président) Jean-René Richard (co-président)       | juil 2018-juil 2019                                   |
| Maxime Ray                                                                 | juil 2019-avril 2022                                  |
| Daniel Boraud                                                              | juin 2022 - juin 2024                                 |
| Christophe Revel (co-président) Benoît Costil (co-président)               | depuis juin 2024-                                     |

### Entraîneurs
| Nom                       | Période                     |
| ------------------------- | --------------------------- |
| Patrick Le Polotec        | 1998-2001                   |
| Denis Goavec              | 2001-novembre 2002          |
| Stéphane Le Mignan        | novembre 2002-décembre 2012 |
| Thierry Froger            | janvier 2013-2014           |
| Laurent Hervé             | 2014 - avril 2020           |
| Pierre-Alexandre Lelièvre | avril 2020-2021             |
| Pierre Talmont            | juin 2021-janvier 2023      |
| Hervé Brouard             | janvier 2023 - juin 2024    |
| Sylvain Didot             | depuis juillet 2024 -       |

### Joueurs formés au club
| Nom                  | Poste     | Date de Naissance | Lieu de naissance | Nationalité sportive | Période au club             | Club actuel               |
| Maxime Dupé          | Gardien   | 4 mars 1993       | Malestroit        | France               | 2004-2008                   | OGC Nice                  |
| Didier Drogba        | Attaquant | 11 mars 1978      | Abidjan           | Côte d'Ivoire        | 1991-1993                   | Retraite sportive         |
| Fabien Jarsalé       | Milieu    | 20 août 1990      | Vannes            | France               | 2002-2013                   | USSA Vertou               |
| Vincent Le Baron     | Attaquant | 10 juin 1989      | Vannes            | France               | 1998-2008, 2009-2011        | ES Plescop                |
| Listner Pierre-Louis | Milieu    | 31 janvier 1989   | Montfermeil       | Haïti                | 2007-2012                   | GFA Rumilly-Vallières     |
| Erwan Quintin        | Milieu    | 1er février 1984  | Auray             | France               | 2001-2003, 2007-2012, 2017- | ES Ploëmel                |
| Georginio Rutter     | Attaquant | 20 avril 2002     | Plescop           | France               | 2014-2017                   | Brighton & Hove Albion FC |